# Táhirih
Qurrat al-ʿAin (în arabă:  ‏قرة العين‎, "Delectarea/Mângâierea ochilor", n. 1817, Qazvin, Qajar Iran⁠(d) – d. 27 august 1852, Teheran, Qajar Iran⁠(d)) a fost o poetă și persoană religioasă din Iran, considerată prima mare personalitate a feminismului din această țară.
A fost cunoscută și sub diverse alte nume: Tahere (în arabă: ‏طاهرة‎ ‚ "Cea Pură"), Fatemeh (în persană: فاطمه), Umm-i-Salmih, Zakíyyih, numele adevărat fiind Fatimah Baraghani.
A fost fiica lui Mulla Muhammad Salih Baraghani (Ḥájí Mullá Ṣáliḥ), doctor în teologie islamică.
Este cunoscută pentru curajul cu care a apărat religia Bahá'í, la care se convertise și pentru care a fost condamnată la moarte.

## Biografie
A fost educată în mod privat de către tatăl ei, în spiritul religiei islamice și încă din tinrețe și-a dovedit înclinația în domeniul literaturii persane.
La 13 ani este dată ca soție vărului ei, Mullá Muḥammad Taqí Baraghání, care era un fel de lider spiritual conservator și dogmatic și alături de care a avut o căsnicie nefericită.
Poartă o lungă corespondență religioasă cu șeicul Ahmad al-Ahsā'ī, fondator al shaykhismului, o ramură a isnașarismului, prin intermediul căruia intră în curent cu politica europeană.
După moartea acestuia, intră în corespondență cu Sayyid `Alí Muhammad Shirazi, supranumit Báb ("Profetul"), care avea să întemeietorul unei noi religii și anume bábismul, la care și Táhirih aderă și întreprinde mai multe călătorii, purtând dialog cu diverse personalități religioase și studiind doctrinele acestei mișcări.
Pentru convingeile sale care intrau în opoziție cu religia oficială, este arestată la domiciliu chiar de tatăl ei.
Dar Bahá'u'lláh, fondatorul religiei Bahá'í (continuatoare a bábismului) reușește evadarea ei, iar Táhirih pleacă la Teheran apoi la Khorasan.

## Separarea de islam
După arestarea lui Báb, ea participă la Conferința de la Badasht (Bedasht), organizată în iunie-iulie 1848 și la care au participat lideri marcanți ai bábismului pentru a solicita punerea în libertate a liderului acestora.
Refuzul din partea oficialilor i-a determinat ruperea definitivă de dogmele Șaria.
Táhirih ține o cuvântare în fața acestor lideri religioși, prin care își manifestă susținerea față de bábism, stârnind controverse, dar și un val de popularitate, fiind apoi comparată cu Maria Magdalena. Probabil gestul ei cel mai memorabil este acela de a-și dezvălui chipul, renunțând la vălul pe care femeile musulmane îl poartă în mod tradițional în public. Gestul acesta a stârnit mari controverse în timpul Conferinței de la Badasht, fiind menit să marcheze faptul ca bábismul nu era doar o reforma a Islamului ci o religie cu totul nouă (cf. Nabil - Crainicii Aurorei, pg. 280)

## Martiriul
După această conferință, ea este arestată la casa primarului din Teheran.
Acolo era vizitată de femei de rang înalt care îi ascultau sfaturile.
Regele Persiei, Nasseredin Shah, impresionat de frumusețea ei, dorește să o ia în căsătorie.
Refuzul lui Tárihih îl determină să nu îi vină în apărare când inamicii îi cer condamnarea la moarte.
Este sugrumată cu o eșarfă, iar trupul neînsuflețit este aruncat într-o fântână părăsită și acoperit cu pietre.